# Richard Pickel
Richard Vitoldovitj Pickel (ryska: Ричард Витольдович Пикель), född 20 juli 1896 i Tbilisi, död 25 augusti 1936 i Moskva, var en sovjetisk bolsjevikisk politiker och författare av litauisk börd.

## Biografi
I samband med den stora terrorn greps Pickel i juni 1935 och åtalades vid den första Moskvarättegången den 19–24 augusti 1936; enligt åtalet hade han tillsammans med bland andra Zinovjev och Kamenev tillhört en terrororganisation. Pickel dömdes till döden och avrättades genom arkebusering den 25 augusti 1936.
Pickel rehabiliterades år 1988.